# Áp thấp nhiệt đới Amang (2019)
Áp thấp nhiệt đới Amang năm 2019 (theo tên của PAGASA), số hiệu JTWC: 01W, số hiệu JMA: JMA TD 02, là xoáy thuận nhiệt đới thứ hai của năm 2019, sau bão Pabuk. Áp thấp nhiệt đới tuy yếu nhưng có thời gian hoạt động dài nhất trong mùa bão Tây Bắc Thái Bình Dương 2019. Áp thấp hình thành từ quần đảo Gilbert, sau đó suy yếu nhanh nhưng chưa tan hẳn. Tàn dư của nó đến gần Philippines thì lại mạnh trở lại thành áp thấp nhiệt đới.

## Lịch sử khí tượng

Đường đi và ảnh hưởng của áp thấp nhiệt đới Amang ở Philippines.

Một vùng áp suất thấp hình thành trên vùng biển phía đông của Quần đảo Gilbert vào ngày 2 tháng 1 và được Trung tâm Cảnh báo Bão Liên hợp chỉ định số hiệu là 90W.
Vào ngày 4 tháng 1, Trung tâm Cảnh báo Bão Liên hợp đã đưa ra cảnh báo hình thành áp thấp nhiệt đới cho hệ thống này và nâng cấp nó thành áp thấp nhiệt đới vào ngày hôm sau, đưa ra số hiệu là 01W. Sau khi đánh giá lại cường độ, trung tâm này đã hạ cấp nó xuống vùng áp thấp vào chiều ngày 7 tháng 1 và đưa ra một báo cáo cuối cùng về nó vào lúc 11 giờ tối. Theo đó, đây chỉ là một nhiễu động nhiệt đới, tiếp tục di chuyển về phía tây.
Vào lúc 2 giờ chiều ngày 19 tháng 1, Cơ quan Khí tượng Nhật Bản đã nâng cấp nó thành áp thấp nhiệt đới. Cục quản lý Thiên văn, Địa vật lý và Khí quyển Philippines theo dõi sau đó vào lúc 11 giờ tối và đặt tên địa phương là "Amang", sau đó tuyên bố rằng áp thấp nhiệt đới này đã đổ bộ lên đảo Siargao vào lúc 8 giờ tối ngày 20, nhưng vị trí của Cơ quan Khí tượng Nhật Bản và Trung tâm Cảnh báo Bão Liên hợp cho thấy hệ thống này chỉ đi qua vùng biển phía đông Philippines. Sau đó, do ảnh hưởng của không khí lạnh, áp thấp nhiệt đới đã di chuyển phía nam và dần dần suy yếu. Cơ quan Khí tượng Nhật Bản đã ngừng cảnh báo vào chiều ngày 22 tháng 1.

## Ảnh hưởng
Áp thấp nhiệt đới Amang đã gây ra những đợt mưa rất lớn cho miền trung Philippines. Các tỉnh có mưa rất lớn là Caraga, Bắc Mindanao, Đông Visayas, Davao, Compostela, Catanduanes, Albay, Sorsogon, Masbate, khu vực phía bắc của các tỉnh Negros, phía bắc của tỉnh Bona. Sang ngày 21 tháng 1, những cơn mưa lớn  lan đến Đông Visayas, Bicol và Quần đảo Dinagat. Một số trường học tại các khu vực này dự kiến sẽ cho học sinh nghỉ học để đảm bảo an toàn.